# Gorka Unda
Gorka José Unda Velasco (sinh ngày 16 tháng 6 năm 1987 ở Madrid) là một cầu thủ bóng đá người Tây Ban Nha thi đấu cho câu lạc bộ Thái Lan Angthong ở vị trí tiền vệ.